# Neoscaptia collaris
Neoscaptia collaris là một loài bướm đêm thuộc phân họ Arctiinae, họ Erebidae.